# Kabinett Trump I
Das Kabinett Trump I bestand aus den Ministern des 45. Präsidenten der Vereinigten Staaten, Donald Trump sowie weiteren Amtsträgern der Exekutive, die Kabinettsrang innehatten.

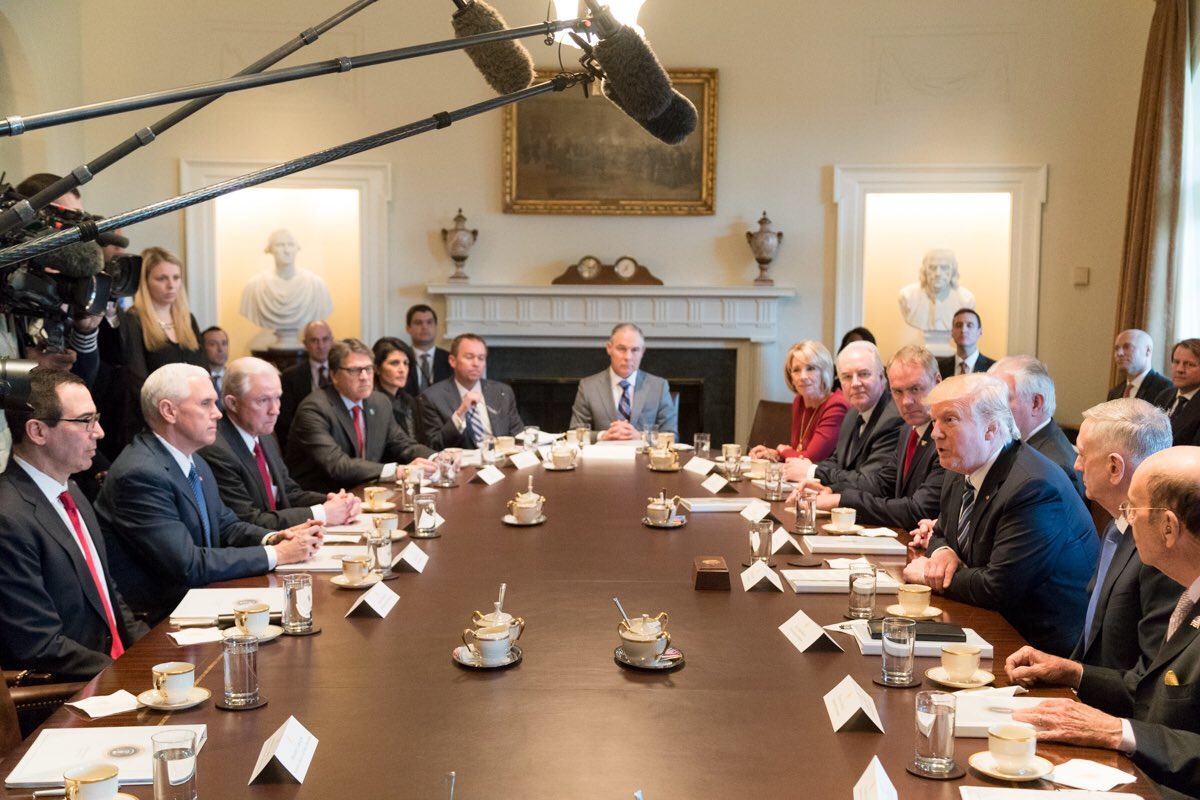
Kabinettstreffen im Cabinet Room des Weißen Hauses am 13. März 2017

Mit der Amtseinführung von Joe Biden am 20. Januar 2021 endete die Amtszeit aller Kabinettsmitglieder.
Im Vergleich zu Präsidentschaften in den vorausgehenden Jahrzehnten gab es im Kabinett Trump ungewöhnlich viele Ministerwechsel und einen ungewöhnlich hohen Anteil an kommissarisch arbeitenden Kabinettsmitgliedern (in den Tabellen grau hinterlegt).
Zur Regierungszeit siehe Donald Trumps Präsidentschaft 2017–2021 und Donald Trump#Erste Präsidentschaft.

## Mehrheit im Kongress
| Präsident                         | Präsident        | Kongress | Haus    | Haus    | Senat | Senat              | Gesamt | Gesamt             |
| --------------------------------- | ---------------- | -------- | ------- | ------- | ----- | ------------------ | ------ | ------------------ |
|                                   | Donald Trump (R) | 115.     |         | 241/435 |       | 52/100             |        | Unified government |
| 116.                              | Donald Trump (R) |          | 200/435 | 53/100  |       | Divided government |        |                    |
| Quelle: Repräsentantenhaus, Senat |                  |          |         |         |       |                    |        |                    |

## Kabinett
| Ressort / Amt                                    | Amtsinhaber       | Partei | Partei           | Zeitraum | Bild              |
| ------------------------------------------------ | ----------------- | ------ | ---------------- | --- | ----------------- |
| Präsident                                        | Donald Trump      |        | Republikaner (R) | 20. Januar 2017 bis 20. Januar 2021 | Donald J. Trump   |
| Vizepräsident                                    | Mike Pence        |        | R                | 20. Januar 2017 bis 20. Januar 2021 | Mike Pence        |
| Ministerämter                                    |                   |        |                  | |                   |
| Außenminister                                    | Rex Tillerson     |        | R                | 1. Februar 2017 bis 31. März 2018 | Rex Tillerson     |
| Außenminister                                    | Mike Pompeo       |        | R                | 26. April 2018 bis 20. Januar 2021 | Mike Pompeo       |
| Finanzminister                                   | Steven Mnuchin    |        | R                | 13. Februar 2017 bis 20. Januar 2021 | Steven Mnuchin    |
| Verteidigungsminister                            | James N. Mattis   |        | Parteilos        | 20. Januar 2017 bis 1. Januar 2019 | James N. Mattis   |
| Verteidigungsminister                            | Mark Esper        |        | R                | 23. Juli 2019 bis 9. November 2020 |                   |
| Justizminister                                   | Jeff Sessions     |        | R                | 9. Februar 2017 bis 7. November 2018 | Jeff Sessions     |
| Justizminister                                   | William Barr      |        | R                | 14. Februar 2019 bis 23. Dezember 2020 |                   |
| Innenminister                                    | Ryan Zinke        |        | R                | 1. März 2017 bis 31. Dezember 2018 | Ryan Zinke        |
| Innenminister                                    | David Bernhardt   |        | R                | 28. März 2019 bis 20. Januar 2021 | David Bernhardt   |
| Landwirtschaftsminister                          | Sonny Perdue      |        | R                | 25. April 2017 bis 20. Januar 2021 | Sonny Perdue      |
| Handelsminister                                  | Wilbur Ross       |        | R                | 28. Februar 2017 bis 20. Januar 2021 |                   |
| Arbeitsminister                                  | Alexander Acosta  |        | R                | 28. April 2017 bis Juli 2019 |                   |
| Arbeitsminister                                  | Eugene Scalia     |        | R                | 30. September 2019 bis 20. Januar 2021 |                   |
| Gesundheitsminister                              | Tom Price         |        | R                | 10. Februar 2017 bis 29. September 2017 | Tom Price         |
| Gesundheitsminister                              | Alex Azar         |        | R                | 29. Januar 2018 bis 20. Januar 2021 | Alex Azar         |
| Minister für Wohnungsbau und Stadtentwicklung    | Ben Carson        |        | R                | 2. März 2017 bis 20. Januar 2021 | Ben Carson        |
| Verkehrsministerin                               | Elaine Chao       |        | R                | 31. Januar 2017 bis 11. Januar 2021 | Elaine Chao       |
| Energieminister                                  | Rick Perry        |        | R                | 2. März 2017 bis 2. Dezember 2019 | Rick Perry        |
| Energieminister                                  | Dan Brouillette   |        | R                | 2. Dezember 2019 bis 20. Januar 2021 |                   |
| Bildungsministerin                               | Betsy DeVos       |        | R                | 7. Februar 2017 bis 8. Januar 2021 | Betsy DeVos       |
| Kriegsveteranenminister                          | David Shulkin     |        | Parteilos        | 14. Februar 2017 bis 28. März 2018 | David Shulkin     |
| Kriegsveteranenminister                          | Robert Wilkie     |        | R                | 30. Juli 2018 bis 20. Januar 2021 | Robert Wilkie     |
| Minister für Innere Sicherheit                   | John F. Kelly     |        | Parteilos        | 20. Januar bis 31. Juli 2017 | John F. Kelly     |
| Minister für Innere Sicherheit                   | Kirstjen Nielsen  |        | Parteilos        | 6. Dezember 2017 bis 10. April 2019 | Kirstjen Nielsen  |
| Andere Mitglieder im Kabinettsrang               |                   |        |                  | |                   |
| Stabschef des Weißen Hauses                      | Reince Priebus    |        | R                | 20. Januar bis 28. Juli 2017 | Reince Priebus    |
| Stabschef des Weißen Hauses                      | John F. Kelly     |        | Parteilos        | 31. Juli 2017 bis 31. Dezember 2018 | John Kelly        |
| Stabschef des Weißen Hauses                      | Mark Meadows      |        | R                | 7. März 2020 bis 20. Januar 2021 |                   |
| UNO-Botschafter der Vereinigten Staaten          | Nikki Haley       |        | R                | 27. Januar 2017 bis 31. Dezember 2018 | Nikki Haley       |
| UNO-Botschafter der Vereinigten Staaten          | Kelly Craft       |        | R                | 10. September 2019 bis 20. Januar 2021 |                   |
| Leiter der Environmental Protection Agency (EPA) | Scott Pruitt      |        | R                | 17. Februar 2017 bis 6. Juli 2018 | Scott Pruitt      |
| Leiter der Environmental Protection Agency (EPA) | Andrew R. Wheeler |        | R                | Juli 2018 bis 20. Januar 2021 | Andrew R. Wheeler |
| Direktor des Office of Management and Budget     | Mick Mulvaney     |        | R                | 16. Februar 2017 bis 6. März 2020 Seit 1. Januar 2019 war er Stabschef des Weißen Hauses, blieb aber weiterhin Direktor. Die Amtsgeschäfte führte in dieser Zeit Russell Vought. | Mick Mulvaney     |
| Direktor des Office of Management and Budget     | Russell Vought    |        | R                | 20. Juli 2020 bis 21. Januar 2021 Bereits seit 2. Januar 2019 kommissarischer Leiter.                                                                                            | Russell Vought    |
| Handelsbeauftragter                              | Robert Lighthizer |        | R                | 15. Mai 2017 bis 20. Januar 2021 |                   |
| Director of National Intelligence                | Dan Coats         |        | R                | 16. März 2017 bis 15. August 2019 | Daniel Ray Coats  |
| Director of National Intelligence                | John Ratcliffe    |        | R                | 26. Mai 2020 bis 20. Januar 2021 |                   |
| Direktor der Central Intelligence Agency         | Mike Pompeo       |        | R                | 23. Januar 2017 bis 26. April 2018 | Mike Pompeo       |
| Direktor der Central Intelligence Agency         | Gina Haspel       |        | Parteilos        | 17. Mai 2018 bis 20. Januar 2021 | Gina Haspel       |
| Leiter der Mittelstandsbehörde                   | Linda McMahon     |        | R                | 14. Februar 2017 bis 12. April 2019 | Linda McMahon     |
| Leiter der Mittelstandsbehörde                   | Jovita Carranza   |        | R                | 15. Januar 2020 bis 20. Januar 2021 | Jovita Carranza   |

## Kommissarische Minister
| Ressort / Amt                                    | Amtsinhaber           | Zeitraum                                                | Bild                |
| ------------------------------------------------ | --------------------- | ------------------------------------------------------- | ------------------- |
| Außenminister                                    | Thomas A. Shannon     | 20. Januar 2017 bis 1. Februar 2017 (kommissarisch)     |                     |
| Außenminister                                    | John J. Sullivan      | 13. März 2018 bis 26. April 2018 (kommissarisch)        | John J. Sullivan    |
| Finanzminister                                   | Adam Szubin           | 20. Januar 2017 bis 13. Februar 2017 (kommissarisch)    |                     |
| Verteidigungsminister                            | Patrick M. Shanahan   | 1. Januar 2019 bis Juni 2019 (kommissarisch)            | Patrick M. Shanahan |
| Verteidigungsminister                            | Mark Esper            | 24. Juni bis 15. Juli 2019 (kommissarisch)              |                     |
| Verteidigungsminister                            | Richard V. Spencer    | 15. Juli 2019 bis 23. Juli 2019 (kommissarisch)         |                     |
| Verteidigungsminister                            | Christopher C. Miller | 9. November 2020 bis 20. Januar 2021                    |                     |
| Justizminister                                   | Sally Yates           | 20. Januar 2017 bis 30. Januar 2017 (kommissarisch)     |                     |
| Justizminister                                   | Dana Boente           | 30. Januar 2017 bis 9. Februar 2017 (kommissarisch)     |                     |
| Justizminister                                   | Matthew G. Whitaker   | 7. November 2018 bis 14. Februar 2019 (kommissarisch)   | Matthew G. Whitaker |
| Justizminister                                   | Jeffrey A. Rosen      | 23. Dezember 2020 bis 20. Januar 2021 (kommissarisch)   |                     |
| Innenminister                                    | Kevin Haugrud         | 20. Januar 2017 bis 1. März 2017 (kommissarisch)        |                     |
| Innenminister                                    | David Bernhardt       | 2. Januar 2019 bis 28. März 2019 (kommissarisch)        | David Bernhardt     |
| Landwirtschaftsminister                          | Mike Young            | 20. Januar 2017 bis 25. April 2017 (kommissarisch)      |                     |
| Arbeitsminister                                  | Edward C. Hugler      | 20. Januar 2017 bis 28. April 2017 (kommissarisch)      |                     |
| Arbeitsminister                                  | Patrick Pizzella      | 20. Juli 2019 bis 30. September 2019 (kommissarisch)    |                     |
| Gesundheitsminister                              | Norris Cochran        | 20. Januar 2017 bis 10. Februar 2017 (kommissarisch)    |                     |
| Gesundheitsminister                              | Don J. Wright         | 29. September 2017 bis 10. Oktober 2017 (kommissarisch) | Don J. Wright       |
| Gesundheitsminister                              | Eric Hargan           | 10. Oktober 2017 bis 28. Januar 2018 (kommissarisch)    | Eric Hargan         |
| Minister für Wohnungsbau und Stadtentwicklung    | Craig Clemmensen      | 20. Januar 2017 bis 2. März 2017 (kommissarisch)        |                     |
| Verkehrsminister                                 | Michael Huerta        | 20. Januar 2017 bis 31. Januar 2017 (kommissarisch)     |                     |
| Verkehrsminister                                 | Steven G. Bradbury    | 11. Januar 2021 bis 20. Januar 2021 (kommissarisch)     |                     |
| Energieminister                                  | Grace Bochenek        | 20. Januar 2017 bis 2. März 2017                        | Grace Bochenek      |
| Bildungsminister                                 | Phil Rosenfelt        | 20. Januar 2017 bis 7. Februar 2017 (kommissarisch)     |                     |
| Bildungsminister                                 | Mick Zais             | 8. Januar 2021 bis 20. Januar 2021 (kommissarisch)      | Mick Zais           |
| Kriegsveteranenminister                          | Robert Snyder         | 20. Januar 2017 bis 14. Februar 2017 (kommissarisch)    |                     |
| Kriegsveteranenminister                          | Robert Wilkie         | 28. März 2018 bis 29. Mai 2018 (kommissarisch)          | Robert Wilkie       |
| Kriegsveteranenminister                          | Peter O’Rourke        | 29. Mai 2018 bis 30. Juli 2018 (kommissarisch)          | Peter O’Rourke      |
| Minister für Innere Sicherheit                   | Elaine Duke           | 31. Juli 2017 bis 6. Dezember 2017 (kommissarisch)      | Elaine Duke         |
| Minister für Innere Sicherheit                   | Kevin McAleenan       | 10. April 2019 bis 12. Oktober 2019 (kommissarisch)     |                     |
| Minister für Innere Sicherheit                   | Chad Wolf             | 1. November 2019 bis 11. Januar 2021 (kommissarisch)    |                     |
| Minister für Innere Sicherheit                   | Peter T. Gaynor       | 11. Januar 2021 bis 20. Januar 2021 (kommissarisch)     |                     |
| Andere Mitglieder im Kabinettsrang               |                       |                                                         |                     |
| Stabschef des Weißen Hauses                      | Mick Mulvaney         | 1. Januar 2019 bis 7. März 2020 (kommissarisch)         | Mick Mulvaney       |
| UNO-Botschafter der Vereinigten Staaten          | Michele J. Sison      | 20. Januar 2017 bis 27. Januar 2017 (kommissarisch)     |                     |
| UNO-Botschafter der Vereinigten Staaten          | Jonathan Cohen        | 1. Januar 2019 bis 9. September 2019 (kommissarisch)    | Jonathan Cohen      |
| Leiter der Environmental Protection Agency (EPA) | Catherine McCabe      | 20. Januar 2017 bis 17. Februar 2017 (kommissarisch)    |                     |
| Direktor des Office of Management and Budget     | Mark Sandy            | 20. Januar 2017 bis 16. Februar 2017 (kommissarisch)    |                     |
| Direktor des Office of Management and Budget     | Russell Vought        | 2. Januar 2019 bis 20. Juli 2020 (kommissarisch)        | Russel Vought       |
| Handelsbeauftragter                              | Maria Pagan           | 20. Januar 2017 bis 1. März 2017 (kommissarisch)        |                     |
| Handelsbeauftragter                              | Stephen Vaughn        | 2. März 2017 bis 15. Mai 2017 (kommissarisch)           |                     |
| Director of National Intelligence                | Michael Dempsey       | 20. Januar 2017 bis 16. März 2017 (kommissarisch)       |                     |
| Director of National Intelligence                | Joseph Maguire        | 16. August 2019 bis 20. Februar 2020 (kommissarisch)    | Joseph Maguire      |
| Director of National Intelligence                | Richard Grenell       | 20. Februar 2020 bis 26. Mai 2020 (kommissarisch)       |                     |
| Direktor der Central Intelligence Agency         | Meroe Park            | 20. Januar 2017 bis 23. Januar 2017 (kommissarisch)     |                     |
| Leiter der Mittelstandsbehörde                   | Joseph Loddo          | 20. Januar 2017 bis 14. Februar 2017 (kommissarisch)    |                     |
| Leiter der Mittelstandsbehörde                   | Christopher Pilkerton | 13. April 2019 bis 15. Januar 2020 (kommissarisch)      |                     |

## Weitere hochrangige Positionen
| Amt                                                  | Amtsinhaber                 | Zeitraum                                                  | Bild |
| ---------------------------------------------------- | --------------------------- | --------------------------------------------------------- | ---- |
| Nationaler Sicherheitsberater                        | Michael Thomas Flynn        | 20. Januar 2017 bis 13. Februar 2017                      |      |
| Nationaler Sicherheitsberater                        | Joseph Keith Kellogg, Jr.   | 13. Februar 2017 bis 20. Februar 2017 (kommissarisch)     |      |
| Nationaler Sicherheitsberater                        | Herbert Raymond McMaster    | 20. Februar 2017 bis 9. April 2018                        |      |
| Nationaler Sicherheitsberater                        | John Robert Bolton          | 9. April 2018 bis 10. September 2019                      |      |
| Nationaler Sicherheitsberater                        | Charles Martin Kupperman    | 10. September 2019 bis 18. September 2019 (kommissarisch) |      |
| Nationaler Sicherheitsberater                        | Robert Charles O’Brien, Jr. | 18. September 2019 bis 20. Januar 2021                    |      |
| Rechtsberater des Weißen Hauses                      | Donald Francis McGahn       | 20. Januar 2017 bis 17. Oktober 2018                      |      |
| Rechtsberater des Weißen Hauses                      | Emmet Thomas Flood          | 18. Oktober 2018 bis 10. Dezember 2018 (kommissarisch)    |      |
| Rechtsberater des Weißen Hauses                      | Pasquale Anthony Cipollone  | 10. Dezember 2018 bis 20. Januar 2021                     |      |
| Senior Advisor to the President of the United States | Jared Kushner               | 20. Januar 2017 bis 20. Januar 2021                       |      |
| Senior Advisor to the President of the United States | Stephen Miller              | 20. Januar 2017 bis 20. Januar 2021                       |      |
| Senior Advisor to the President of the United States | Ivanka Trump                | 20. Januar 2017 bis 20. Januar 2021                       |      |
| Senior Advisor to the President of the United States | Kevin Hassett               | 15. April 2020 bis 1. Juli 2020                           |      |
| Counselor to the President                           | Kellyanne Conway            | 20. Januar 2017 bis 31. August 2020                       |      |
| Counselor to the President                           | Dina Powell                 | Januar 2017 bis Januar 2018                               |      |
| Counselor to the President                           | Steve Bannon                | 20. Januar 2017 bis 18. August 2017                       |      |
| Counselor to the President                           | Johnny DeStefano            | 9. Februar 2018 bis 29. Mai 2019                          |      |
| Counselor to the President                           | Hope Hicks                  | 9. März 2020 bis 12. Januar 2021                          |      |
| Counselor to the President                           | Derek Lyons                 | 20. Mai 2020 bis 20. Januar 2021                          |      |

## Nominierungs- und Bestätigungsprozess
Der President-elect Donald Trump gab, nach seiner Wahl am 8. November 2016, am 18. November 2016 mit Jeff Sessions und Mike Pompeo die ersten Amtsträger bekannt, die einer Bestätigung durch den Senat bedurften. Mit Sonny Perdue wurde der letzte Kabinettsposten am 18. Januar 2017 (zwei Tage vor der Vereidigung) benannt. Für die meisten nominierten Personen wurden am 20. Januar 2017, dem Tag vom Trumps Amtseinführung, die Bestätigungen beim Senat beantragt. Am 9. März 2017 wurde die Nominierung von Sonny Perdue an den Senat zur Bestätigung übersandt. Am 27. April 2017 wurde mit Alexander Acosta der letzte Minister und am 11. Mai 2017 das letzte anfängliche Kabinettsmitglied vom Senat bestätigt.
Nach den Bestimmungen des National Defense Authorization Act (NDAA) dürfen ehemalige Offiziere frühestens sieben Jahre nach Ausscheiden aus dem aktiven Dienst zum Verteidigungsminister ernannt werden. Daher musste vor der Ernennung von James N. Mattis, der 2013 den aktiven Militärdienst beendet hatte, zunächst eine Sondergenehmigung per Gesetz erteilt oder der NDAA geändert werden. Dies erforderte die Zustimmung des Repräsentantenhauses. Eine Sondergenehmigung per Gesetz war zuvor nur bei der Ernennung von George C. Marshall im Jahr 1950 erteilt worden. Am 13. Januar 2017 erteilte das Repräsentantenhaus die Sondergenehmigung.
Kurz vor der anstehenden Bestätigungswahl für den Arbeitsminister durch den Senat zog der nominierte Andrew Puzder am 16. Februar 2017 seine Kandidatur auf das Amt ohne Angabe von Gründen zurück. Er sagte später, er habe die Entscheidung nach „sorgfältiger Abwägung und Gesprächen mit seiner Familie“ getroffen. Verschiedene Medien berichteten zuvor, dass es Puzder im Senat an Rückhalt fehle und so ein Erfolg in der Bestätigung als Arbeitsminister ungewiss sei. Der republikanische US-Senator Marco Rubio nannte Puzders Entscheidung auf den Verzicht der Amtskandidatur „eine gute Entscheidung“.
Nachdem zwei republikanische Senatorinnen (Susan Collins und Lisa Murkowski) gegen Betsy DeVos bei der Abstimmung zur Bestätigung im Senat gestimmt hatten, sodass es keine Mehrheit gab, bestätigte die für solche Pattsituationen in der Verfassung der Vereinigten Staaten vorgesehene Stimme des Vizepräsidenten (hier Mike Pence) DeVos als Ministerin. Die Stimme des Vizepräsidenten gab erstmals in der Geschichte der Vereinigten Staaten den Ausschlag.

## Einordnung
Da das Kabinett Trump viele politische Neulinge und Quereinsteiger aufwies, darunter einige Wirtschaftsführer und Generäle, galt eine Einschätzung der US-Politik unter Trump vor Beginn seiner Amtszeit als schwierig. Die Anhäufung großer Vermögen bei vielen der Nominierten gilt als außergewöhnlich: Sie repräsentieren zusammen ein Vermögen zwischen zehn und fünfzehn Mrd. Dollar. Das ist mehr, als ein Drittel aller amerikanischen Haushalte, nämlich die „ärmsten“ 43 Mio., zur Verfügung hatte; sowie (nicht inflationsbereinigt) der 30-fache Reichtum des Kabinetts des früheren ebenfalls republikanischen US-Präsidenten George W. Bush.
Laut einem Bericht von American Public Media im Februar 2018 verhielt sich über die Hälfte von Trumps 20 Kabinettsmitgliedern in ethisch fragwürdiger Weise (Reisekosten, Unternehmensbeteiligungen, Investments). Der Journalist David Frum bezeichnete die Regierung Trump im Juli 2018 als die korrupteste US-Regierung aller Zeiten; Trump selbst mit seinem global operierenden Unternehmen erhalte Zahlungen aus aller Welt, was Politik beeinflusse.